# Kahnawake

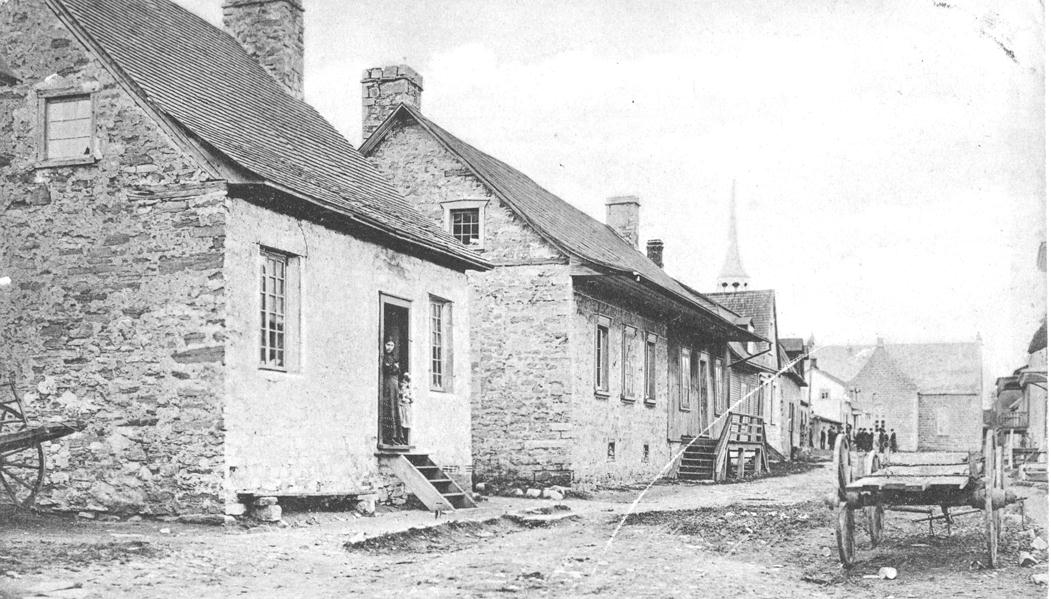
Kahnawake en 1860.

El territorio Mohawk de Kahnawake en Tuscarora, es una reserva de los tradicionalmente hablantes iroqueses de los Mohawk en la costa sur del río San Lorenzo en Quebec, Canadá frente a Montreal.
Fue descubierto por canadienses  franceses en 1719 durante una misión jesuita.

## Historia
Kahnawake estaba localizado en lo que era conocido como "Señorío de San Luis", un territorio de 163,2 kilómetros que la Corona francesa concedió en 1680 a los jesuitas para proteger y nutrir a los Mohawks convertidos al catolicismo, pero en el momento de conceder el señorío, quiso cerrar el territorio a los asentamientos europeos. Porque los jesuitas adquirieron derechos, que permitieron a los blancos asentarse allí y recoger sus rentas. Los jesuitas manejaron el señorío hasta abril de 1762, después de la Guerra de los siete años y después de que los franceses asumieran el gobierno en Nueva Francia. El nuevo gobernador Thomas Gage, ordenó que la reserva fuera totalmente y exclusivamente conferida al Mohawk, bajó la supervisión del departamento indio.
A pesar de las repetidas quejas por parte de los Mohawk, muchos agentes gubernamentales continuaron la tierra y alquilando una mala gestión y permitiendo la invasión de los no nativos.
Por otra parte, desde finales de los años 1880 hasta los años 1950 los Mohawk eran requeridos para hacer numerosas cesiones de tierra a las compañías de ferrocarril, hidroeléctricas y telefónicas, para grandes proyectos industriales a lo largo del  río. Como resultado Kahnawake tiene hoy sólo 53 kilómetros. A finales del siglo XX la nación Mohawm estaba tramitando demandas de tierras para recuperar el terreno perdido.
Liderado por el consejo Mohawk de Kahnawake y el equipo intergubernamental de relaciones, la comunidad ha presentado reclamaciones ante el gobierno de Canadá, buscando una compensación monetaria y un reconocimiento simbólico de su reclamo.